# アレクサンドル・ロスラン
アレクサンドル・ロスラン（Alexander Roslin、フランスでは 名はAlexandreとも、1718年7月15日 - 1793年7月5日）は、スウェーデン生まれの肖像画家である。各国で働いた後、1752年からはフランスで活躍した。日本ではロスリンとも表記される。

## 略歴
マルメで、海軍の軍医の息子に生まれた。画才を示したので、はじめ海軍の海図技術者の訓練を受けたが、16歳からストックホルムの宮廷画家、シュレーダー(Georg Engelhard Schröder)の元で絵画の訓練を受けた。1741年までシュレーダーの元で働き、その後、ヨーテボリ、スコーネで暮らし、肖像画や教会の宗教画を描いた。1745年にバイロイト伯フリードリヒ3世に招かれてバイロイトで働いた後、1747年にイタリアで、巨匠の作品を学んだ。イタリアでは1752年に描いた、パルマ公フィリッポ1世の家族の肖像画が残されている。1752年からパリに住み、1759年にはパステル画家のマリー＝シュザンヌ・ジルースト(Marie-Suzanne Giroust:1734–1772）と結婚した。
パリでは有力な画家、フランソワ・ブーシェの「子分」(protégé)として、急速に人気を博した。1753年にフランス美術アカデミーの会員に選ばれた。1765年にラ・ロシュフコー公爵の家族の肖像画の競作で、ジャン＝バティスト・グルーズとの競作で勝利して評価を高めた。フランスの王室の人々や、外国の皇太子の肖像も描くようになり、ロスランに描かれた肖像画を持つことはその人物の地位の象徴と考えられるようになった。その画風にはジャン＝マルク・ナティエやイアサント・リゴーの影響も見られる。
1771年に外国人であったが年金とルーブルに住居を与えられた。翌年には母国、スウェーデンからヴァーサ勲章を受勲し、Roslin le Chevalier（「騎士ロスラン」）とも呼ばれるようになった。妻が没した後の1774年にスウェーデンに1年ほど戻り、スウェーデン王立美術アカデミーの外国人会員に選ばれ、スウェーデン王室の人々やカール・フォン・リンネらの肖像画を描いた。スウェーデンからパリへの帰途中にサンクトペテルブルクに2年間ほど滞在し、ロシアの貴族を描き、エカチェリーナ2世がさらに滞在する頼みを断って、フランスに戻った。
1793年に、パリで当時最も裕福な画家であったが、フランス革命の中で、ジャコバン派の恐怖政治がロスランに及ぶ前に自然死した。

## ロスランの作品

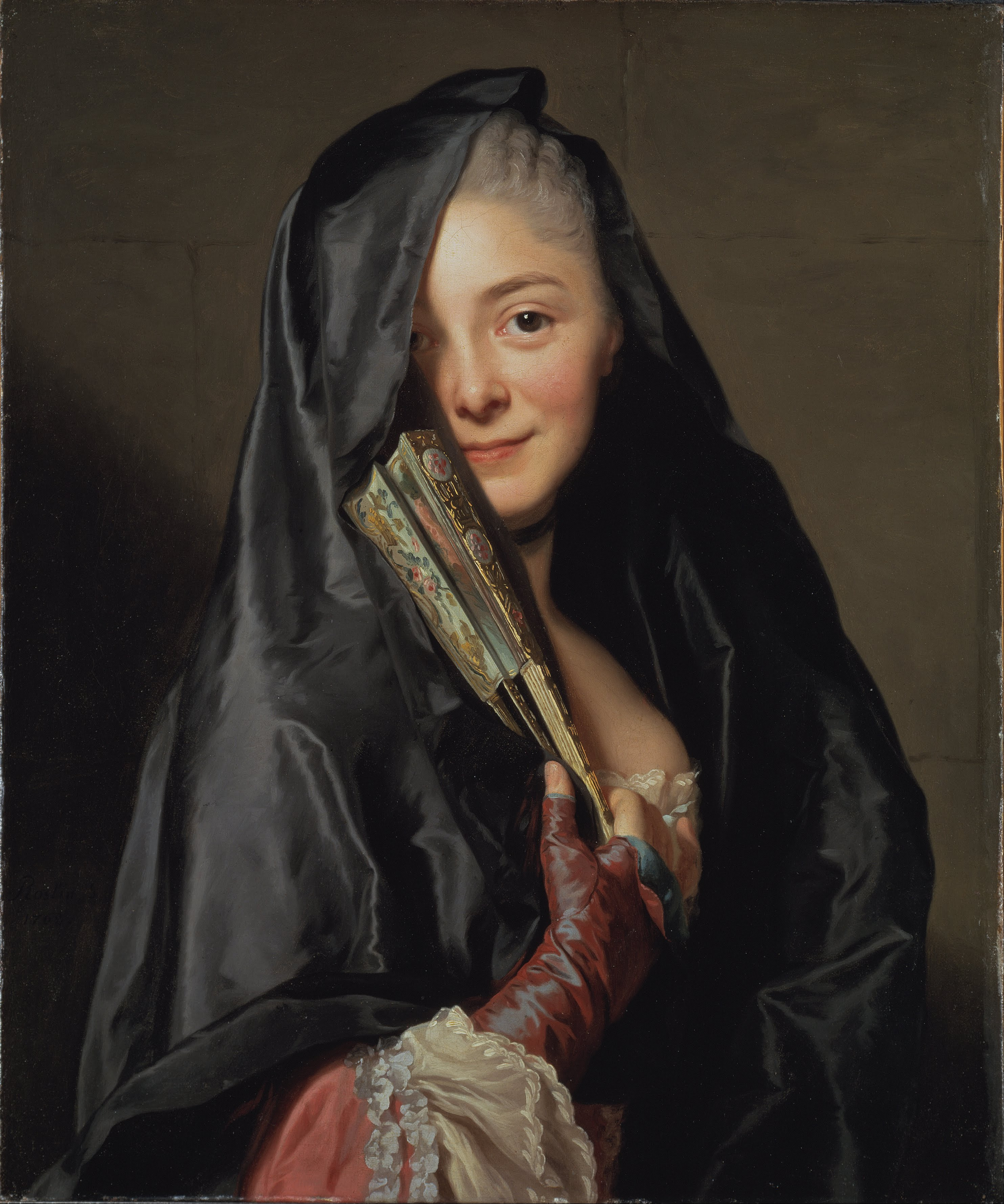
妻のジルースト
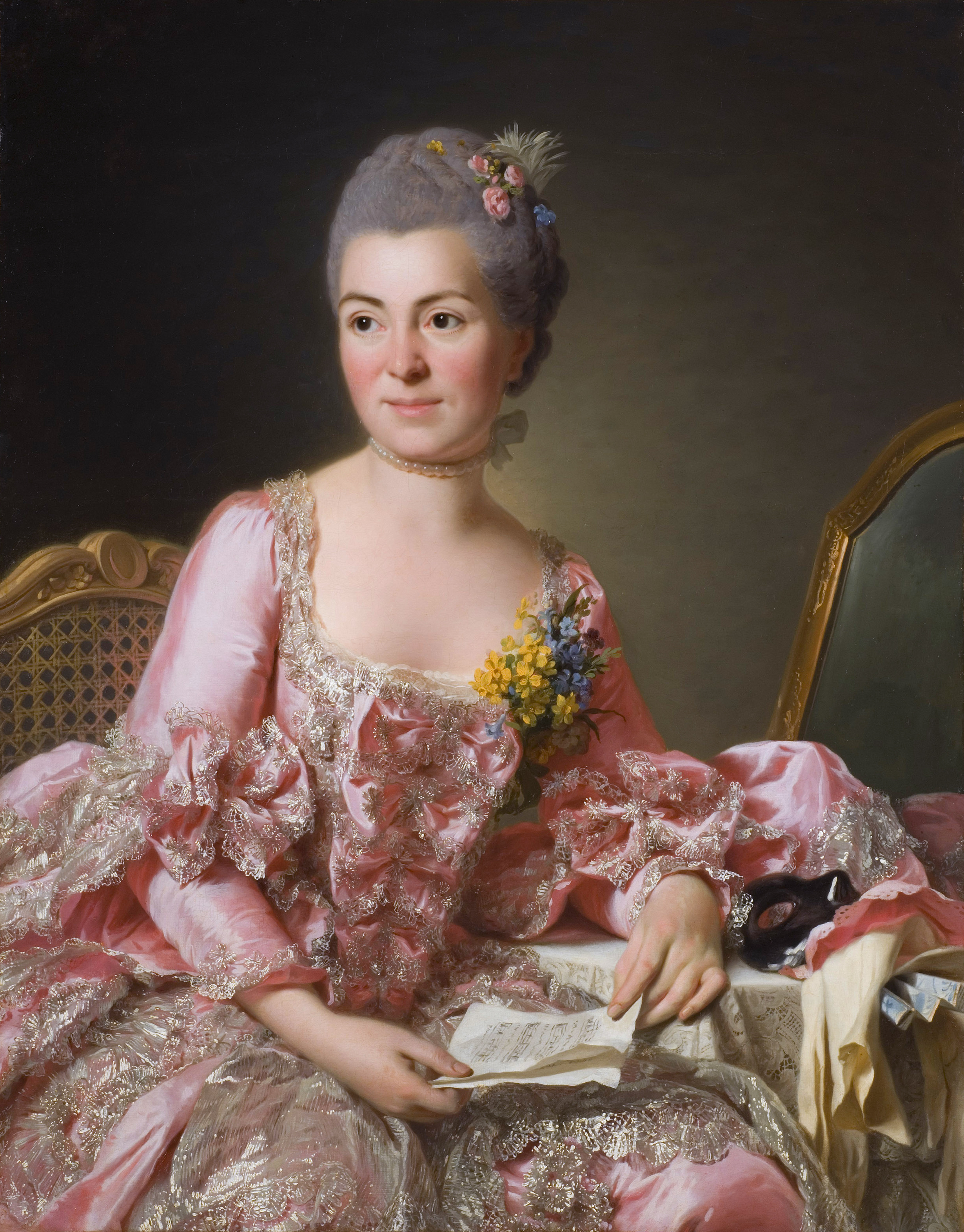
同左
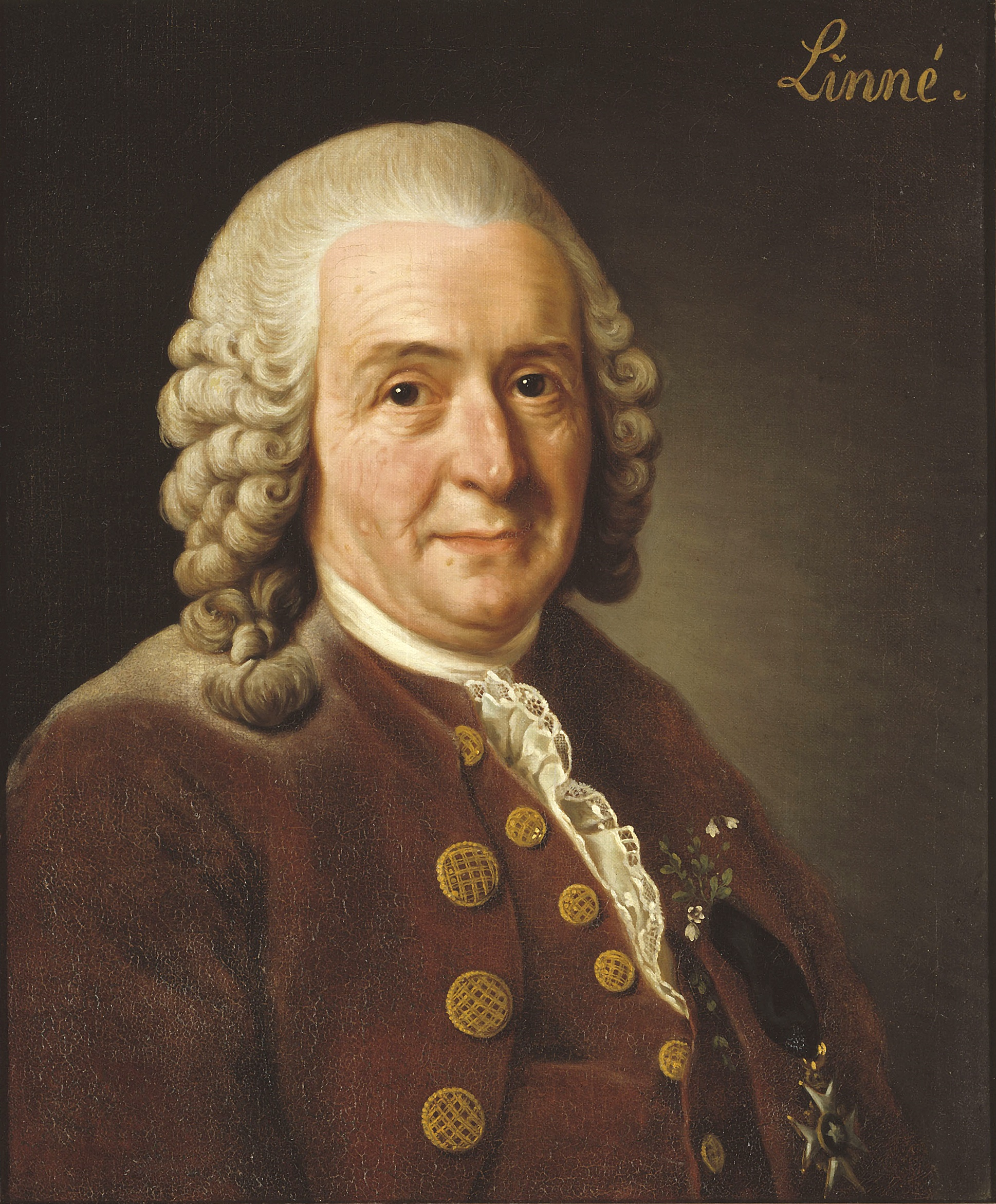
カール・フォン・リンネ
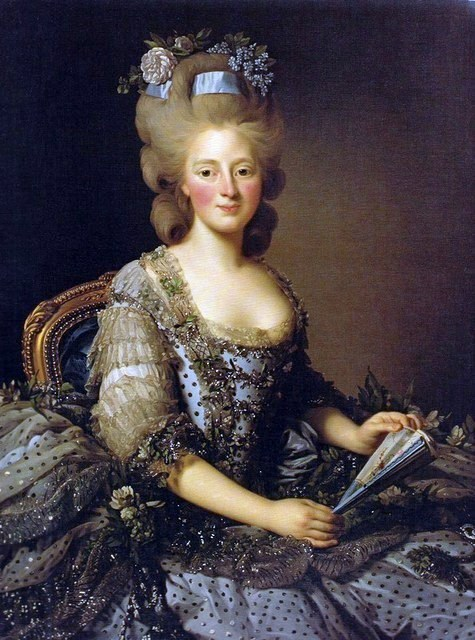
オーストリア皇女マリア・アマーリア・ダズブルゴ
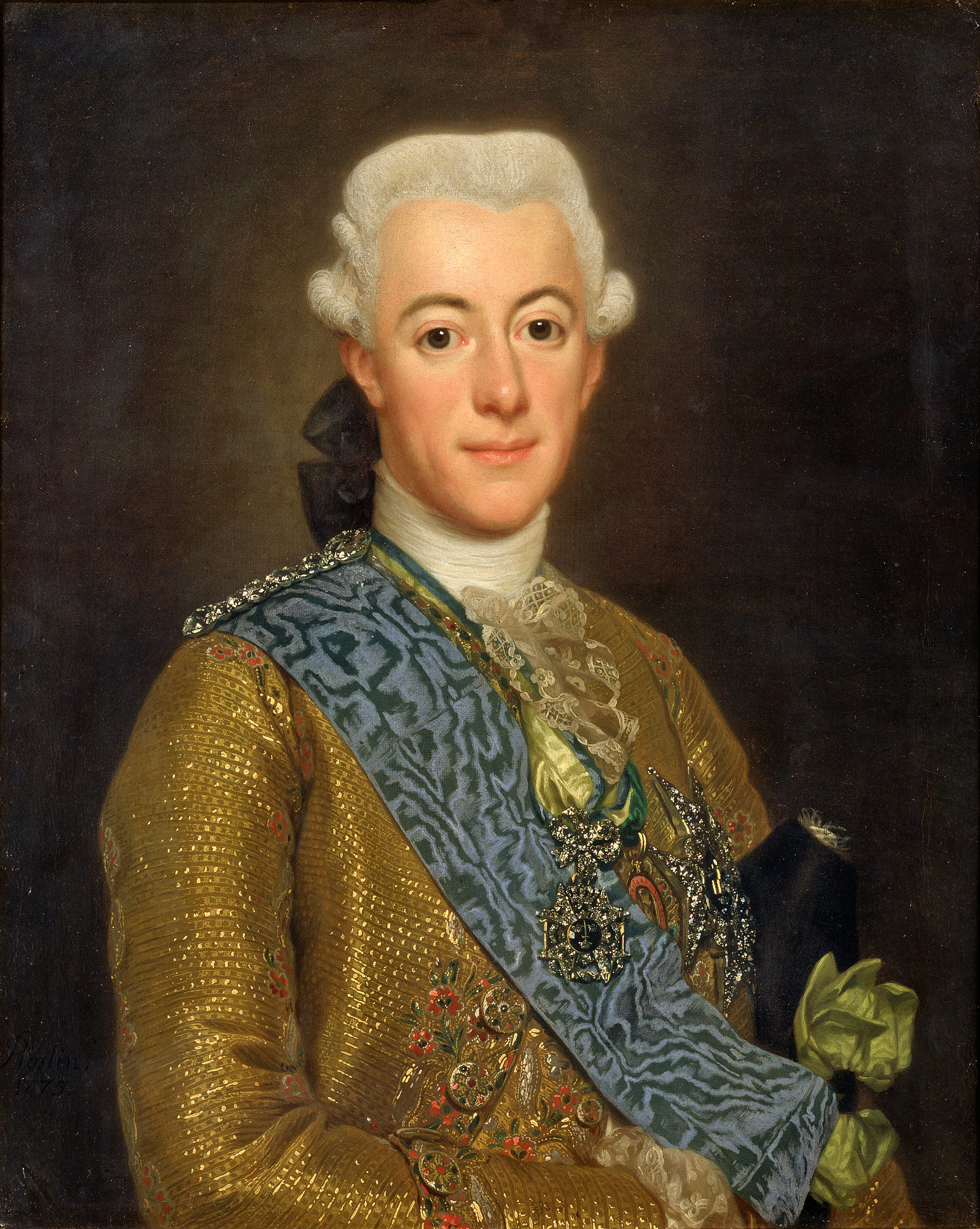
グスタフ3世
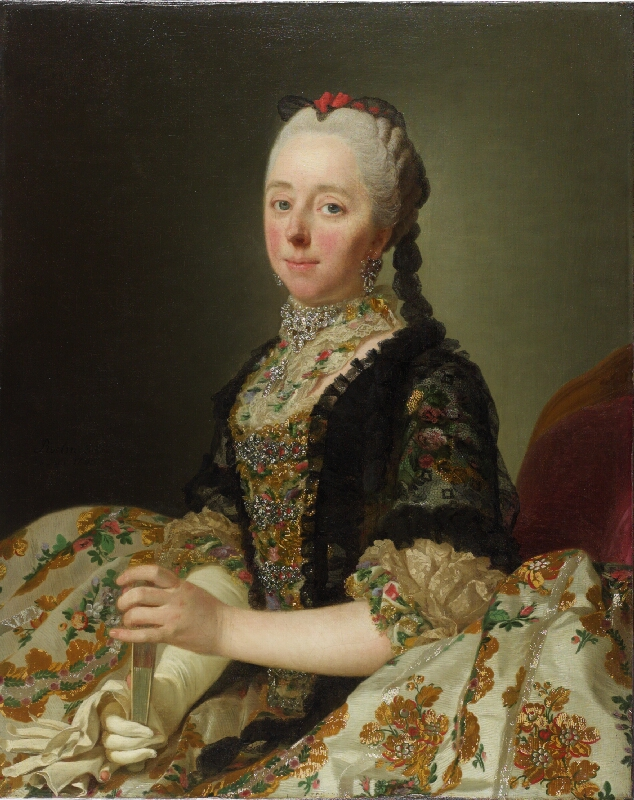
ハートフォード侯爵夫人イザベラ
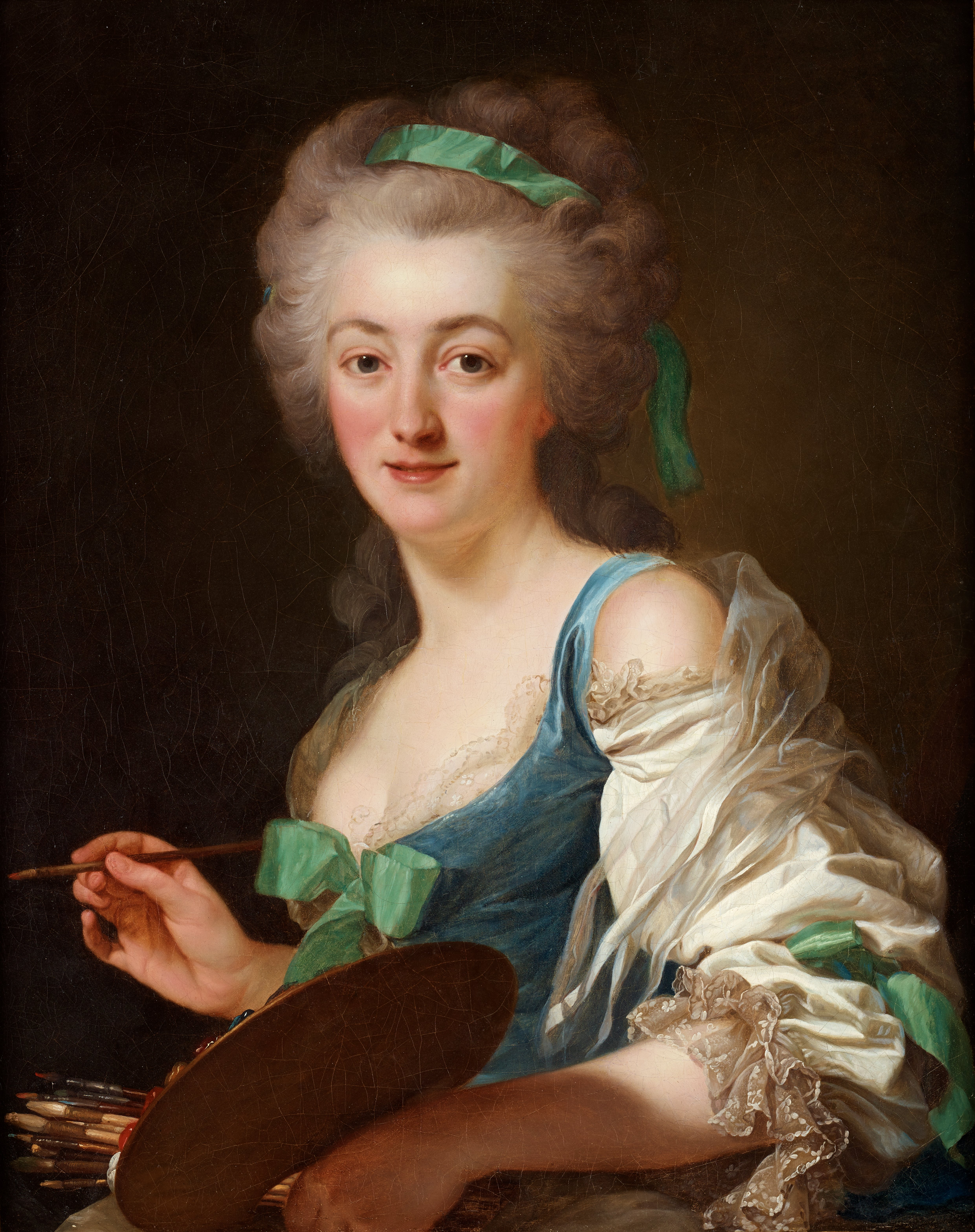
アンヌ・ヴァライエ＝コステル-画家
クロード・ジョセフ・ヴェルネ-画家